# 大里俊吾
大里 俊吾（おおさと しゅんご、1888年〈明治21年〉7月25日 - 1974年〈昭和49年〉2月27日）は、日本の医学者（内科）、教育者。号は「春郊」。

## 来歴
福岡県出身。深町俊太郎の三男として生まれたが、大里広次郎の養子となる。1914年に東京帝国大学医科大学を卒業する。1921年に医学博士号を取得した。
その後金沢医科大学と東北帝国大学で教授を務めた。医学者としては癌の化学療法に関する研究を手がけた。
1950年に福島県立医科大学が開学すると、初代学長に就任した。11年あまり務め、1961年4月末をもって退任。
学長退任後は秋田県立中央病院を経て、1965年から出身地である福岡県にある飯塚学園の理事長兼校長を務めた。

## 顕彰
- 勲二等旭日重光章[1]
- 1942年（昭和17年）1月14日  - 勲二等瑞宝章[4]